# Barrackpur Cantonment
Barrackpur Cantonment is een kantonnement in het district Uttar 24 Parganas van de Indiase staat West-Bengalen. 

## Demografie
Volgens de Indiase volkstelling van 2001 wonen er 22.014 mensen in Barrackpur Cantonment, waarvan 55% mannelijk en 45% vrouwelijk is. De plaats heeft een alfabetiseringsgraad van 80%. 